# Lliga capverdiana de futbol
La Lliga capverdiana de futbol, oficialment Campeonato Cabo-Verdiano de Futebol, és la màxima competició futbolística de Cap Verd. Data de l'any 1953, quan Cap Verd formava part de Portugal. Com a estat independent data de 1976.

## Format
El campionat és disputat pels campions de les lligues de les diverses illes.

## Clubs participants temporada 2016-17

### Grup A
- Onze Unidos (Cidade do Maio)
- FC Ultramarina Tarrafal (Ribeira Brava)
- Vulcânicos (São Filipe)
- AJAC da Calheta

### Grup B
- Académico do Aeroporto (Espargos)
- Académica Porto Novo (Porto Novo)
- CS Mindelense (Mindelo)
- Paulense DC (Pombas)

### Grup C
- FC Derby (Mindelo)
- Sport Sal Rei (Sal Rei)
- Sporting da Brava (Nova Sintra)
- Sporting Clube da Praia (Praia)

## Historial
Font:

### Abans de la independència
- 1953:  Académica Mindelo (1)
- 1954:  CS Mindelense (1)
- 1955: no es disputà
- 1956:  CS Mindelense (2)
- 1957-59: no es disputà
- 1960:  CS Mindelense (3)
- 1961:  Sporting Clube da Praia (1)
- 1962:  CS Mindelense (4)
- 1963:  FC Boavista (1)
- 1964:  Académica Mindelo (2)
- 1965:  Académica da Praia (1)
- 1966:  CS Mindelense (5)
- 1967:  Académica Mindelo (3)
- 1968:  CS Mindelense (6)
- 1969:  Sporting Clube da Praia (2)
- 1970: no es disputà
- 1971:  CS Mindelense (7)
- 1972:  CD Travadores (1)
- 1973:  GS Castilho Mindelo (1)
- 1974:  CD Travadores (2)

### Després de la independència
- 1975: no es disputà
- 1976:  CS Mindelense (8)
- 1977:  CS Mindelense (9)
- 1978-79: no es disputà
- 1980:  Botafogo São Filipe (1)
- 1981:  CS Mindelense (10)
- 1982: no es disputà
- 1983:  Académica Sal Rei (1)
- 1984:  Derby FC (1)
- 1985:  Sporting Clube da Praia (3)
- 1986: no es disputà
- 1987:  FC Boavista (2)
- 1988:  CS Mindelense (11)
- 1989:  Académica Mindelo (4)
- 1990:  CS Mindelense (12)
- 1991:  Sporting Clube da Praia (4)
- 1992:  CS Mindelense (13)
- 1993:  Académica Espargos (1)
- 1994:  CD Travadores (3)
- 1995:  FC Boavista (3)
- 1996:  CD Travadores (4)
- 1997:  Sporting Clube da Praia (5)
- 1998:  CS Mindelense (14)
- 1999:  GD Amarante (1)
- 2000:  Derby FC (2)
- 2001:  Onze Unidos (1)
- 2002:  Sporting Clube da Praia (6)
- 2003:  Académico do Aeroporto (1)
- 2004:  Sal-Rei FC (1)
- 2005:  Derby FC (3)
- 2006:  Sporting Clube da Praia (7)
- 2007:  Sporting Clube da Praia (8)
- 2008:  Sporting Clube da Praia (9)
- 2009:  Sporting Clube da Praia (10)
- 2010:  FC Boavista (4)
- 2011:  CS Mindelense (15)
- 2012:  Sporting Clube da Praia (11)
- 2013:  CS Mindelense (16)
- 2014:  CS Mindelense (17)
- 2015:  CS Mindelense (18)
- 2016:  CS Mindelense (19)
- 2017:  Sporting Clube da Praia (12)
- 2018:  Académica da Praia (2)
- 2019:  CS Mindelense (20)
- 2020: cancel·lat per la COVID-19
- 2021: cancel·lat per la COVID-19
- 2022:  Académica Mindelo (5)
- 2023:  GD Palmeira (1)
- 2024:  FC Boavista (5)